# 미역이끼과
미역이끼과(Moerckiaceae)는 망울이끼강 리본이끼목에 속하는 우산이끼류과의 하나이다. 미역이끼(Hattorianthus erimonus) 등을 포함하고 있다. 모든 종이 암수딴그루(자웅이주)이다.

## 하위 속
- 미역이끼속 (Hattorianthus) - 유일종 미역이끼(H. erimonus)
- Moerckia - 2종